# مارتین ایدن (فیلم ۲۰۱۹)
مارتین ایدن (انگلیسی: Martin Eden) یک فیلم در ژانر ماجراجویی به کارگردانی پیترو مارچلو است که در سال ۲۰۱۹ منتشر شد. این فیلم براساس رمانی با همین نام اثر جک لندن ساخته شده است.